# Synagoga Bera Wolfa Szpigela w Łodzi
Synagoga Bera Wolfa Szpigela w Łodzi – prywatny dom modlitwy znajdujący się w Łodzi przy ulicy Piotrkowskiej 197.
Synagoga została założona w 1898 roku z inicjatywy Bera Wolfa Szpigela. Mogła ona pomieścić 30 osób. Podczas II wojny światowej hitlerowcy zdewastowali synagogę.  